# 부여신궁
부여신궁(扶餘神宮)은 일제강점기에 충청남도 부여군에서 건축 공사 중이었던 신토의 신사이다. 부여신사(扶餘神社)라고도 불렀다.

## 건축
일제 강점기 말기에 일본 제국은 내선일체 이념의 선전을 위하여, 고대 일본과 관련이 깊은 지역이며 백제의 수도였던 부여에 신도(神都)를 건설한다는 계획을 세웠다. 신도 건설 계획의 핵심으로 부여신궁이라는 이름으로 신사를 짓기로 하였고, 1939년 6월에 관폐대사(官弊大社)로 정식으로 인가를 받았다.
부여신궁에 주제신으로 봉안될 신은 오진 천황, 진구 황후, 고교쿠 천황, 덴지 천황으로 결정되었는데, 이들은 모두 고대 한일 관계와 관련이 깊은 천황들이다. 본래 1943년에 완공될 예정이었으나 공사가 늦어졌고, 태평양 전쟁이 1945년 8월 15일에 일본 제국의 항복으로 종전되면서 완공되지는 못하였다.

## 의의
부여신궁은 완공되지 못했음에도 공사 중 이미 경성부의 조선신궁과 함께 조선을 대표하는 신사로 알려졌다. 영화 《너와 나》에는 충청도 출신의 지원병이자 조선인 최초의 중일 전쟁 전사자인 이인석이 출정 전에 부여신궁에 참배하는 내용이 나오는 등, 일제 강점기 말기의 내선일체 선전과 홍보에 널리 이용되었다.
특히 조선총독부는 1940년부터 봉사대라는 이름으로 조선인을 동원하여 무료 봉사하도록 했다. 봉사대에는 지식인들이 대거 동원되어, 조선영화인협회 소속의 영화인들이나 조선문인협회 소속 문인들, 개신교 목사들도 신사 조영 작업에 참여하여 육체노동을 하였다.

## 같이 보기
- 신사참배 강요